# مسیحیت در امپراتوری صفویه
امپراتوری صفوی چند قومی و چند مذهبی بود. در قرن ۱۷ مسیحیان در این امپراتوری شامل چندین گروه می‌شدند
- گرجی‌ها متعلق به کلیسای ارتدکس گرجستان
- ارامنه متعلق به کلیسای حواری ارمنی
- کاتولیک رومی مبلغان اروپایی و نوکیشان ارمنی
- کلیسای ارتدکس سریانی
- کلیسای مشرق (آشوری‌ها)
- کلدانیان